# Église Saint-Jean-Baptiste de Québec
Pour les articles homonymes, voir Église Saint-Jean-Baptiste.
L'église Saint-Jean-Baptiste de Québec est un édifice catholique situé à Québec, dans le quartier Saint-Jean-Baptiste de l'arrondissement La Cité–Limoilou. En 1990, l’église Saint-Jean-Baptiste a été classée monument historique du Québec en vertu de la Loi sur les biens culturels.

## Historique

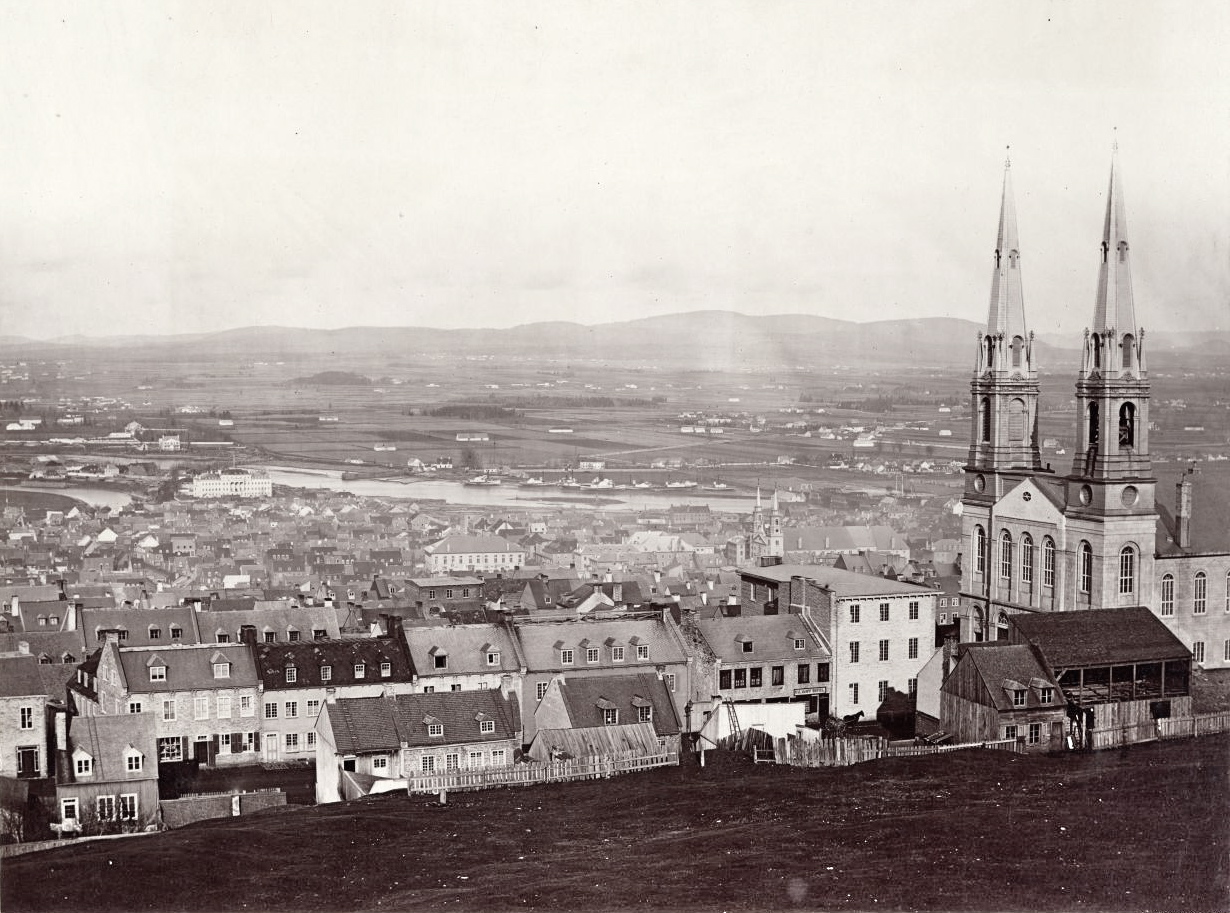
Église précédente, vers 1858.

À la suite d'un incendie le 7 juin 1881, le faubourg Saint-Jean et son église sont anéantis. On projette immédiatement la reconstruction de l'église qui sera plus spacieuse ainsi que l'ajout d'un portique. En 1884, le nouvel édifice conçu par l'architecte Joseph-Ferdinand Peachy s'inspire de la Trinité de Paris tout en conservant une architecture propre aux églises québécoises. Il comporte un carillon de quatre cloches. En 1921, les grandes orgues Casavant ont été installées dans l’église.
À cause de la chute rapide de la pratique catholique au Québec et après plusieurs années d'instabilité financière, l'église est contrainte de fermer ses portes. La dernière messe est présidée par le curé Pierre Gingras le 24 mai 2015. C'est la première fois qu'une église aussi prestigieuse et importante est fermée au culte au Québec. De 2003 à 2014, plus de quatre cents églises ont ainsi fermé au Québec.
En 2024, cette église est acquise par la ville de Québec :

« Québec reconnaît qu’elle a été «un important lieu de rassemblement et de cohésion sociale pendant près d’un siècle et demi», au cœur d’un quartier qui porte son nom.
(...) 
«Bâtiment historique d’une grande beauté, l’église Saint-Jean-Baptiste se distingue par son riche décor polychrome très ornementé. Elle abrite plusieurs joyaux du patrimoine, entre autres l’orgue Déry-Casavant, classé bien culturel du Québec, la chaire en marbre, le maître-autel, le retable et les vitraux», ajoute la Ville de Québec. »

## Galerie

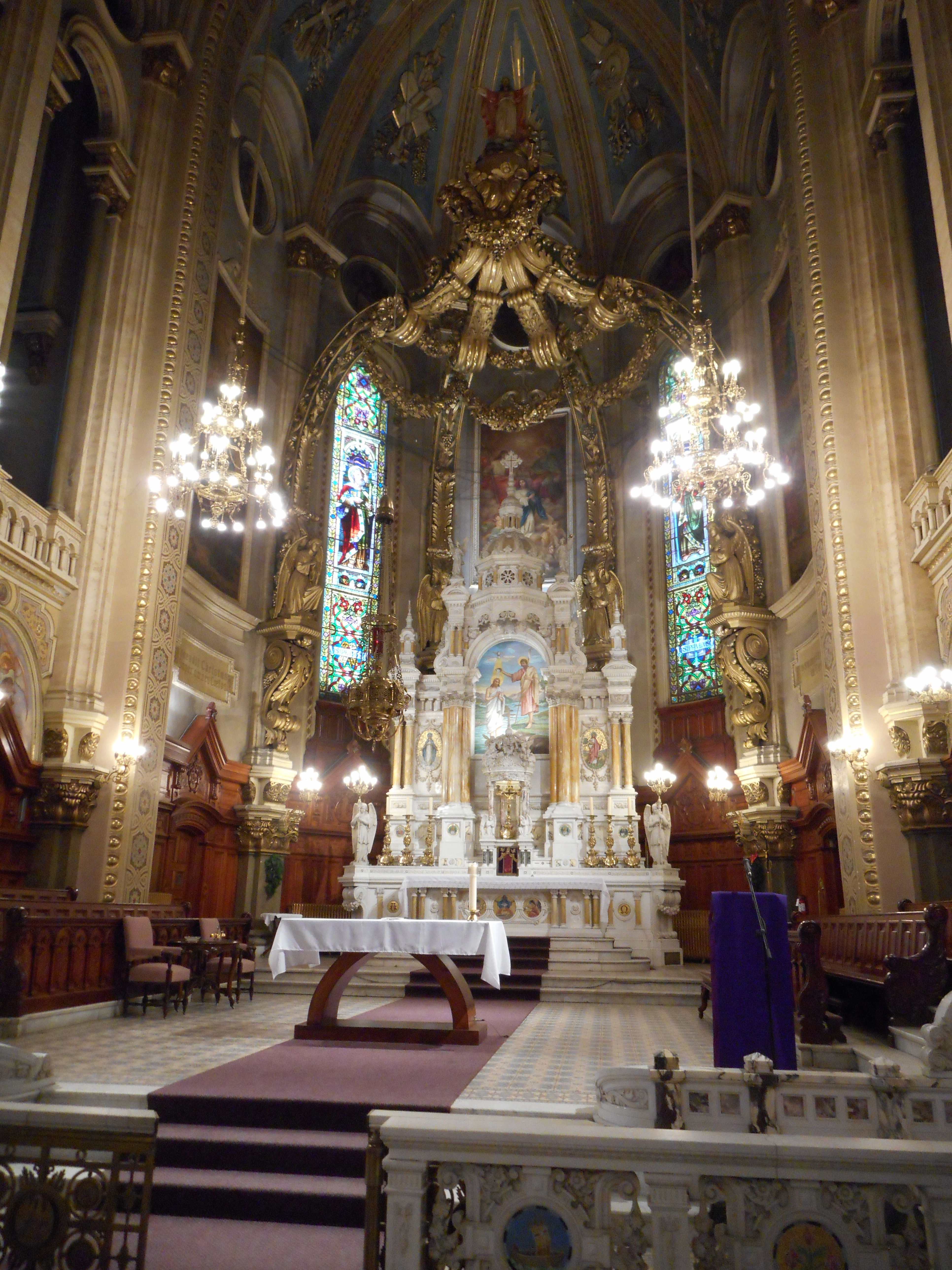
Chœur de l'église, tel qu'il se présentait avant la fermeture
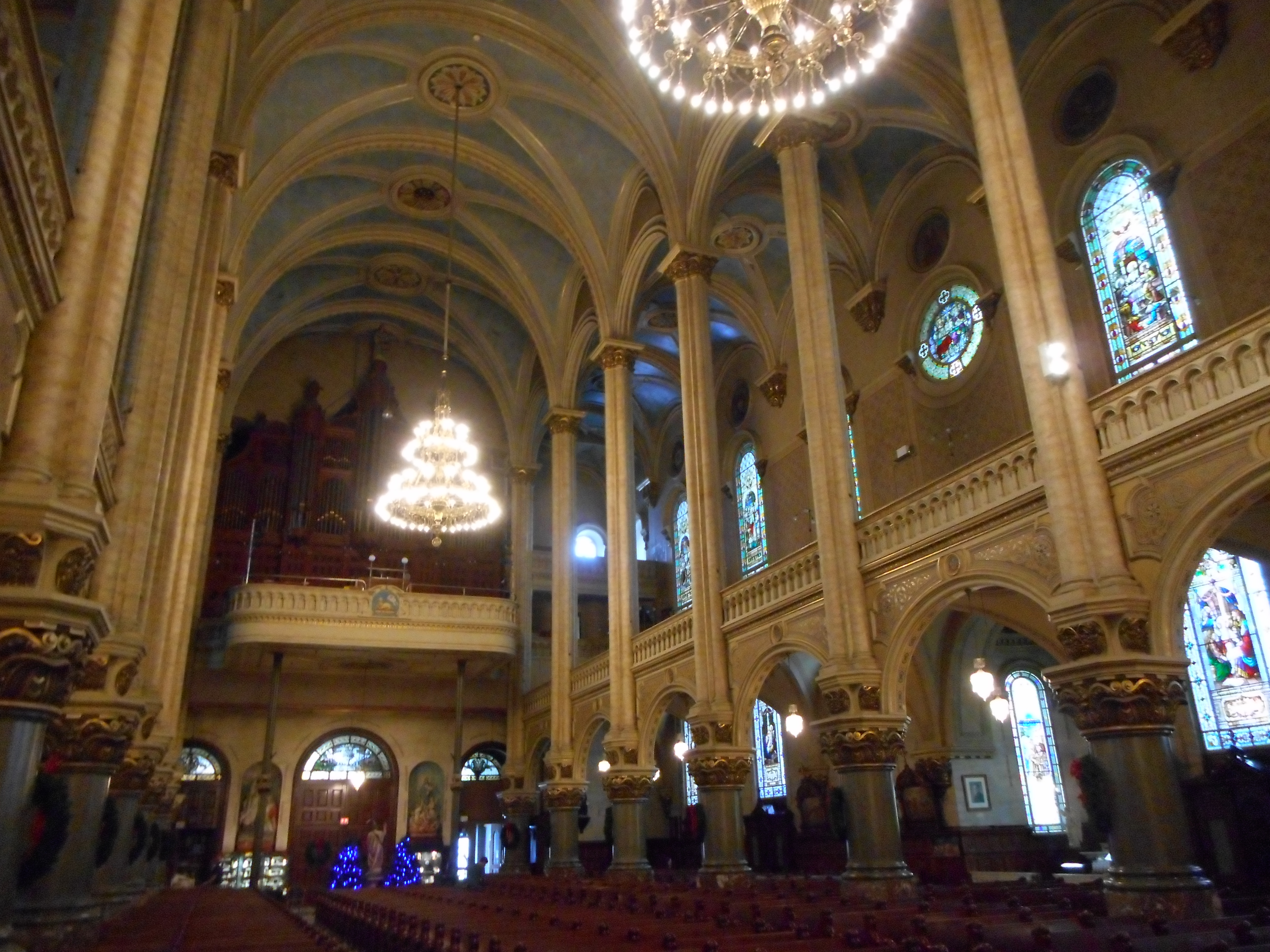
Nef centrale
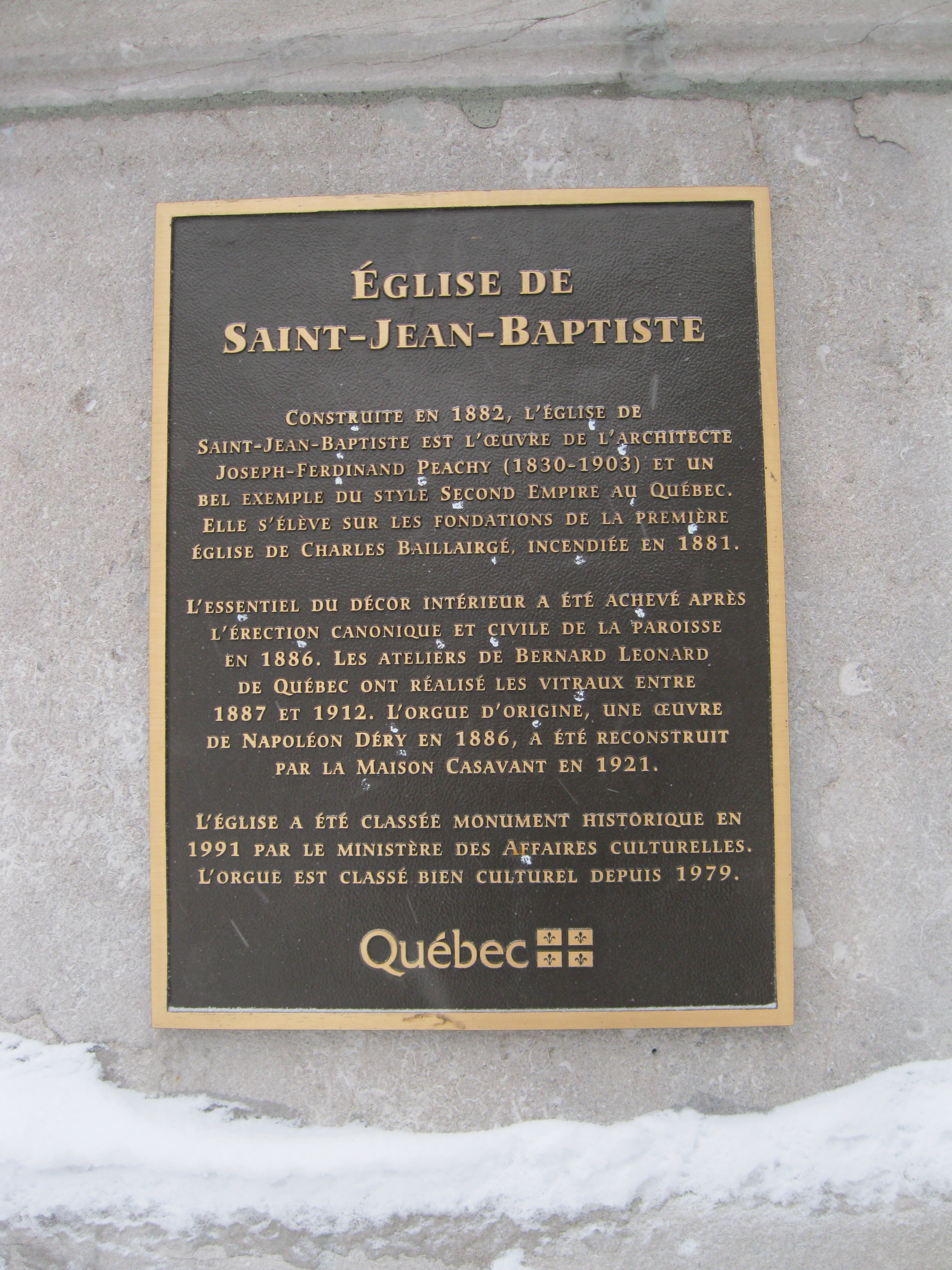
Plaque authentifiant l'église comme monument historique
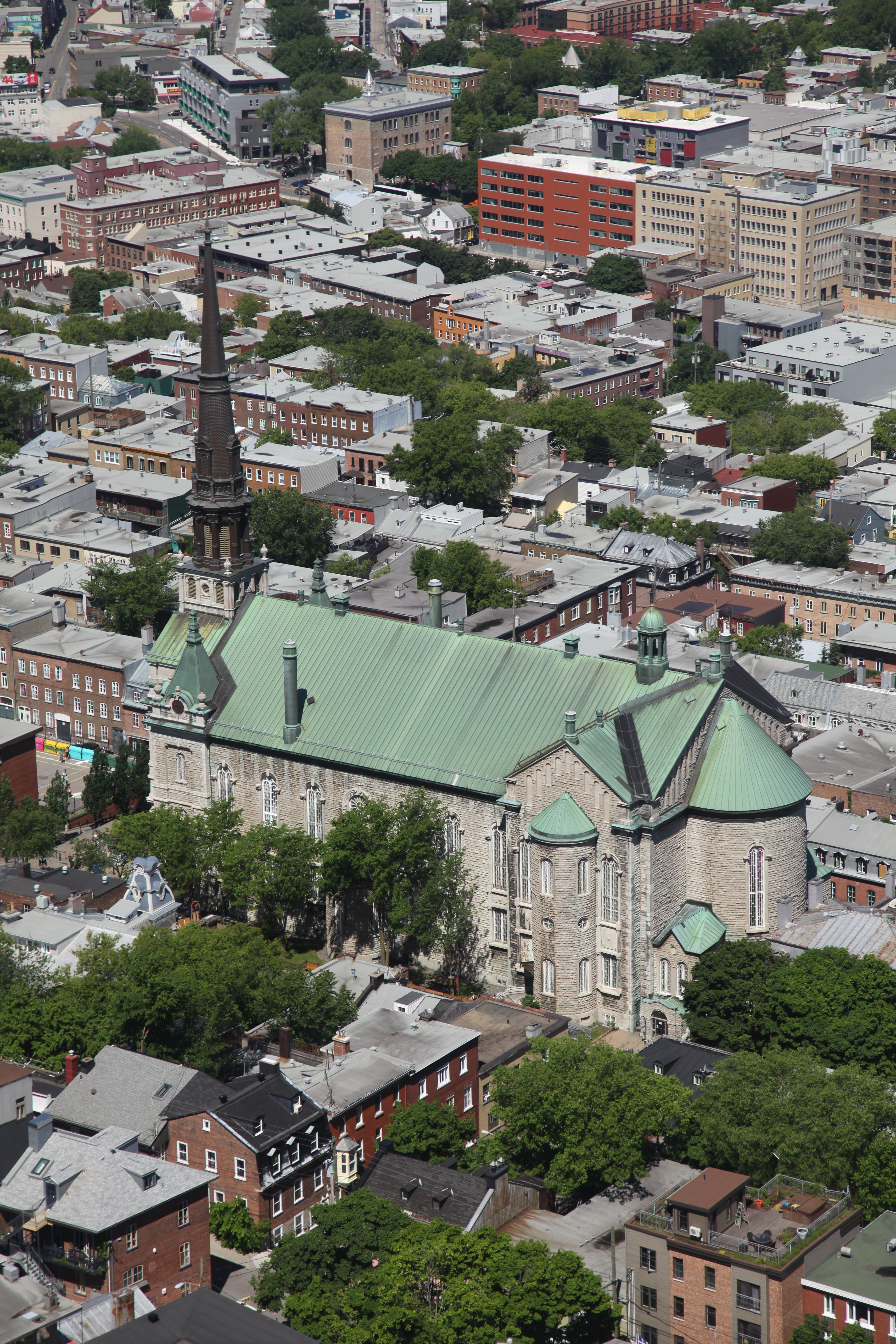
Église de Saint-Jean-Baptiste à Québec, vue aérienne